# Tressardi
I Tressardi sono un gruppo comico sardo, composto da Angelo Graziano, Umberto Graziano e Luigi Graziano.

## Carriera
Già in attività dal 1989, nel 2000 il sassarese Umberto Graziano crea un trio dal soggetto Tressardi eau de cabaret, insieme a Pier Paolo Sechi e Stefano Tedde, a cui si aggiunge poco dopo il fratello di Graziano, Luigi. Il progetto ottiene un immediato successo nel contesto isolano e partecipa a diversi programmi sulle reti Mediaset (tra cui Zelig Circus), con un repertorio di canto a tenore che riprende brani italiani e stranieri. Il quartetto sbarca al concorso Bravo Grazie nel 2004, vincendolo e diventando campioni italiani di cabaret.
Nel 2005 Sechi e Tedde lasciano i Tressardi per proseguire un percorso come duo, al loro posto subentra il terzo dei fratelli Graziano, Angelo.

### Riconoscimenti
- 2002: partecipazione a Faccia da comico, Roma
- 2003: partecipazione a Faccia da comico, Roma
- 2003: 1° classificati La lisca, Genova
- 2004: 1° classificati Bravograzie, Saint Vincent (AO)

### Partecipazione televisive
- 1999: Zelig Circus
- 2001: Zelig Circus, Scherzi a parte
- 2002: Zelig Circus, Scherzi a parte
- 2003: Scherzi a parte
- 2004: Zelig Circus, Scherzi a parte, Cominciamo bene, Libero,

### Spettacoli teatrali
- 2000: Tressardi ommu eau de cabaret
- 2001: Tressardi Eau de Cabaret, 48 repliche
- 2002: Tressardi Eau de Cabaret, 120 repliche
- 2003: Il fratello grande di Zio Bobbore, 86 repliche
- 2004: Saranno pelosi, 64 repliche
- 2006: direzione del festival Istrhrallèri Città di Sassari